# 南尼亚斯县
南尼亚斯县是印度尼西亚北苏门答腊省的一个县，其辖区包括尼亚斯岛南部以及尼亚斯岛与西比路岛之间的巴图群岛，县治为直落达兰。
南尼亚斯县的面积为1,625.91平方公里，2010年时的人口为289,876。縣內有列為世界遺產預備名單的巴沃馬達盧沃。